# Bank One Corporation
Bank One Corporation был шестым по величине банком в Соединённых Штатах. Он участвовал в торгах на Нью-Йоркской фондовой бирже под биржевым символом ONE. Компания объединилась с JPMorgan Chase & Co. 1 июля 2004 года. Штаб-квартира компании располагалась в Bank One Plaza (ныне Chase Tower) в Чикого-луп в Чикаго, штат Иллинойс, где в настоящее время находится штаб-квартира подразделения розничных банковских операций Chase.
Банк берёт своё начало от базирующейся в Огайо First Banc Group, которая была образована в 1968 году как холдинговая компания для Городского национального банка в Колумбусе, штат Огайо. Banc One объединился с First Chicago NBD, чтобы сформировать Bank One в 1998 году.

## История

### First Banc Group
Первая Banc Group, Inc. была образована в 1968 году как холдинговая компания для City National Bank и использовалась в качестве средства для приобретения других банков. Когда Огайо начал постепенно ослаблять свои банковские законы эпохи Великой депрессии, которые серьёзно ограничивали филиалы и собственность банков, City National Bank через свою Первую материнскую компанию Banc Group начал покупать банки за пределами своего округа. Первым приобретением новой банковской холдинговой компании стало приобретение в 1968 году Farmers Saving & Trust Company в Мансфилде, штат Огайо. С каждым приобретением новые банки-члены сохраняли свое имя, сотрудников и руководство, получая новые ресурсы от материнской компании.
В 1971 году First Banc приобрел Security Central National в Портсмуте, штат Огайо.
Первоначально закон штата Огайо не разрешал слияния банков по всей территории округа, но позволял банковским холдинговым компаниям владеть несколькими банками по всему штату с некоторыми географическими ограничениями. Приобретенные банки должны были поддерживать свои существующие банковские уставы, в то время как каждый банк должен был действовать отдельно. Холдинговым компаниям также не разрешалось иметь в названии слово «bank», поэтому вместо него использовалось слово «Banc».

### Рост компании

#### Расширение в Центральном Огайо
Хотя закон штата Огайо по-прежнему ограничивал слияния банков за пределами определённой географической зоны, руководство холдинговой компании решило объединить маркетинговые усилия своих банков-членов, дав всем банкам-членам одинаковые названия.
В октябре 1979 года First Banc Group, Inc. стала Banc One Corporation, и каждый банк-член стал Bank One, а затем город или географический район, который обслуживал банк-член.
Winters National Bank в Дейтоне, штат Огайо, был приобретен в 1982 году и переименован в Bank One Dayton. Слияние с Winters National Corporation принесло в Banc One Corporation 42 организации под управлением Winters National Bank & Trust Co. филиалы в районе большого Дейтона, филиалы в Цинциннати и три офиса в Серклвилле. Также был добавлен 21 филиал Euclid National Bank в районе Кливленда, который был переименован в Bank One Cleveland.

#### Ранняя экспансия за пределы Огайо
С изменением федерального и государственного банковского законодательства в 1985 году Banc One начал быстро расширяться за пределами Огайо. Его первым приобретением за пределами штата был Purdue National Bank в Лафейетте, штат Индиана, который произошел сразу после вступления в силу новых законов. Этот банк был переименован в Bank One Lafayette. За этим слиянием быстро последовала покупка других небольших банков в Индиане и Кентукки, единственных штатах.
Банк вошел в Кентукки, приобретя Citizens Union National Bank & Trust Co. из Лексингтона, штат Кентукки, в 1986 году.
Banc One приобрел базирующийся в Меррилвилле, штат Индиана, банк Индианы и переименовал его в Bank One Merrillville в начале 1986 года.
Первое крупное слияние, оказавшее влияние на управление холдинговой компанией, произошло в 1986 году с приобретением Индианаполисской American Fletcher Corporation, мультибанковской холдинговой компании, с её ведущим банком American Fletcher National Bank & Trust Company, в результате которого 20 % акций новой компании были переданы бывшим менеджерам American Fletcher, а также Фрэнку Э. Маккинни-младшему, главе American Fletcher, сменившему Джона Б. Маккоя на посту президента Banc One Corp.
Ещё одним изменением, внесенным в корпоративную организацию, стало формирование двухуровневой системы управления с образованием общегосударственных холдинговых компаний, которые были размещены между региональными банками-членами и конечной материнской холдинговой компанией Banc One. Так, в Индиане American Fletcher Corporation стала базирующимся в Индианаполисе Banc One Indiana, а все банки-члены в Индиане, такие как Bank One Lafayette, который ранее подчинялся непосредственно основному материнскому банку в Колумбусе, вместо этого подчинялись руководству в Индианаполисе. Слияние привело к свопу акций на сумму 597,3 миллиона долларов.
Слияние с American Fletcher Corp. привело к появлению четырёх небольших банков, которые American Fletcher только недавно приобрела. В соответствии с законодательством штата Индиана в то время American Fletcher не разрешалось объединять эти банки в свой главный American Fletcher National Bank.
Первый национальный банк Блумингтона в Блумингтоне, штат Индиана, был приобретен в 1987 году. С приобретением банка, базирующегося в Блумингтоне, Banc One временно прекратил дальнейшие приобретения в штате Индиана, поскольку они достигли предела процента владения в этом штате в то время.

#### Ранняя экспансия в Мичигане
Banc One расширился в штате Мичиган в конце 1986 года, приобретя Citizens State Bank в Стерджисе, штат Мичиган, и преобразовав его в Bank One Sturgis. В течение нескольких месяцев после покупки Citizens State Bank, также было сделано несколько приобретений в Ист-Лансинге, штат Мичиган (East Lansing State Bank; Bank One East Lansing), Фентон, штат Мичиган (First National Bank of Fenton; Bank One Fenton) и Ипсиланти (National Bank of Ypsilanti; Bank One Ypsilanti).
Семь лет спустя Citizens Banking Corp. объявила в сентябре 1994 года, что они покупают все четыре мичиганских банка в Ист-Лансинге, Фентоне, Стерджисе и Ипсиланти у Banc One за 115 миллионов долларов. Сделка был завершена в феврале 1995 года.

#### Экспансия в Висконсин
Первое приобретение Banc One в штате, который не имел общей границы со штатом Огайо, произошло в 1987 году с приобретением Marine Corporation, третьей по величине банковской холдинговой компании в Висконсине после First Wisconsin Corporation и Marshall & Ilsley Corporation. В результате этого слияния в организацию поступили 21 банк и 76 отделений в Висконсине.

#### Экспансия в Иллинойс
По сравнению с другими штатами, Иллинойс очень медленно разрешал филиалы и мультибанковские холдинговые компании по всему штату. Когда в декабре 1990 года Иллинойс наконец снял свой последний запрет на межштатные банковские операции, первое, что сделал Banc One, — завершил запланированное приобретение Marine Bank Chicago в центре Чикаго. В 1992 году Banc One приобрел Marine Corp. Спрингфилда в Центральном Иллинойсе с её 15 банковскими филиалами в Спрингфилде, Блумингтоне, Шампейне за 193 миллиона долларов.

#### Поздняя экспансия в Кентукки
После пятилетнего затишья в приобретении Banc One увеличил свое присутствие в северо-восточном центральном Кентукки с приобретением в 1992 году базирующейся в Лексингтоне First Security Corporation of Kentucky с её 28 офисами за 204 миллиона долларов. Большинство офисов были объединены в Bank One Lexington, а несколько офисов были закрыты.
Хотя Banc One существовал в Кентукки с 1986 года, он практически не работал за пределами Лексингтона. Чтобы решить эту проблему, Banc One приобрел базирующуюся в Луисвилле Liberty National Bancorp с её 104 банковскими офисами, расположенными по всему Кентукки и Южной Индиане, в 1994 году за 842 миллиона долларов. На момент приобретения Liberty National Bancorp была крупнейшей банковской холдинговой компанией в Кентукки, штаб-квартира которой все ещё находилась в этом штате. В результате слияния Bank One Lexington был передан под руководство новой холдинговой компании Banc One Kentucky.

#### Экспансия в западные штаты
В 1992 году Banc One объявляет о предстоящем приобретении двух западных банковских компаний, дочерних банков Денвера Bankshares of Colorado и Valley National Bank of Arizona, которые дали компании доступ к новым рынкам в Колорадо, Аризоне, Юте и Калифорнии.
Banc One заплатил в Колорадо $378 млн акционерам банков за 27 банков с 38 офисами и $1,2 млрд акционерам Valley National за 206 офисов в Аризоне (переименованный Bank One Arizona), 35 офисов в Юте, работающих под названием Valley Bank and Trust of Utah (переименованный Bank One Utah), и 7 офисов California Valley Bank в Калифорнии (переименованный Bank One Fresno).

### Приобретение First USA
В 1997 году Banc One решил расширить свой бизнес по кредитным картам, приобретя компанию First USA в Далласе за 7,9 миллиарда долларов. До этого приобретения большинство счетов кредитных карт Bank One были выпущены и обслуживались различными местными банками Bank One. Например, большинство клиентов Bank One Indianapolis имели кредитные карты, которые были выпущены и обслуживались банком One Indianapolis через бывший американский центр кредитных карт Fletcher до приобретения.
К несчастью для Banc One и особенно для Джона Б. Маккоя, First USA позже создаст проблемы для своей новой компании, генерируя неожиданные убытки, вызванные неправильным управлением и сомнительными решениями, которые были приняты в попытке увеличить прибыльность.

#### История First USA до First Banc
First USA первоначально была образована в Далласе как дочерняя компания MCorp, которая называлась MNet.
Она была образована в 1985 году для выполнения работы по предоставлению кредитных карт, электронных банковских услуг и других потребительских услуг через банки Техасского банковского холдинга. Для выпуска кредитных карт MCorp (через MNet) учредила банк-эмитент кредитных карт в Уилмингтоне, штат Делавэр, под названием MBank USA. Хотя подразделение MNet приносило прибыль, остальная часть MCorp начала терпеть огромные убытки, когда клиенты перестали платить по своим ипотечным платежам, из-за экономического спада, начавшегося в Техасе. В попытке спасти себя, MCorp продала MNet Lomas & Nettleton Financial Corporation за 300 миллионов долларов.
После приобретением компанией Lomas, mnet был переименован Lomas Bankers Corp. Компания кредитных карт активно приобретала новых клиентов, приобретая счета кредитных карт у других. В 1987 году Lomas Bank USA приобрел 230 000 счетов в двух банках Луизианы, 23 000 счетов в банке Амарилло, 260 000 счетов в двух банках Оклахомы и 90 000 счетов в банке Сан-Антонио. В 1988 году Lomas приобрел 80 000 счетов в одном из банков Нью-Йорка. В 1989 году Lomas & Nettleton Financial столкнулась с финансовыми проблемами и была вынуждена продать свое подразделение кредитных карт. Lomas продал Lomas Bankers Corp. и Lomas Bank USA группе инвесторов во главе с Merrill Lynch Capital Partners за 500 миллионов долларов наличными и привилегированными акциями.
После продажи консорциуму, Merrill Lynch, Lomas Bankers Corp. был переименован сначала в First USA, а потом First USA Bank. На момент приобретения Merrill Lynch в 1989 году Lomas Bankers/First USA был 11-м по величине владельцем кредитных карт в стране.
В 1992 году First USA сократила часть своего долга. Первая попытка продать акции была предпринята в конце января, но предложение было быстро отозвано, потому что фондовый рынок упал слишком низко. Более успешная попытка была предпринята четыре месяца спустя, когда в ходе продажи акций было привлечено 43 миллиона долларов.
Большая часть роста компании в 1980-х и начале 1990-х годов, была результатом приобретения счетов кредитных карт у банков, которым нужно было продать некоторые активы за наличные деньги, чтобы предотвратить банкротство, или у банков, которые прекратили выпуск и обслуживание своих собственных счетов кредитных карт, потому что они либо не могли конкурировать с крупными банками, такими как First USA. Поскольку в 1990-е годы все больше банковских счетов по кредитным картам было сосредоточено в нескольких крупных эмитентах, все меньше банков имели счета по кредитным картам для продажи, поэтому крупные эмитенты переключились на прямой маркетинг, чтобы получить больше держателей карт.
Небольшие банки начали предлагать карты без годовой комиссии с вводными процентными ставками, которые быстро увеличивались через определённое время. Это привело к жесткой конкуренции между оставшимися банками, особенно в борьбе за привлечение прибыльных клиентов: тех, кто поддерживает большие ежемесячные оборотные остатки.
В это время First USA получала прибыль почти в 25 % от инвестиций своих владельцев, что было феноменально, поскольку доходность в 1 % от её активов обычно считается большой для большинства других секторов банковского дела. Высокая доходность является одним из факторов, приобретения банком Banc One — First USA.

#### История First USA после приобретения Banc One
Banc One впервые объявил о предполагаемом приобретении First USA в январе 1997 года. Реакция Уолл-стрит на новости привела к тому, что акции Banc One упали на 8 %. First USA была четвёртой по величине компанией предоставляющей банковские карты.
Приобретение было завершено через шесть месяцев. Президент и соучредитель First USA(в 1985 году) Джон Толлесон был назначен директором Banc One, а президент и соучредитель Banc One, Ричард Вэгг был назначен председателем и генеральным директором First USA.
После приобретения, First USA начала интегрировать счета кредитных карт Banc One в First Card и начала политику, которая вызвала гнев многих давних клиентов Bank One, например, сокращение или устранение льготных периодов, повышение комиссий и процентных ставок, а также создание задержек в отправке платежей на счета таким образом, что это могло бы спровоцировать просрочку платежей. Один из способов, используемых для задержки отправки платежей, состоял в том, чтобы клиенты отправляли платежи по почте в более отдалённый платёжный центр (например, клиенты из Огайо отправляли свои платежи на адрес в Аризоне, а не на адрес в Огайо или даже Иллинойсе) или намеренно недоукомплектовывали платёжные центры, чтобы не было возможности обрабатывать платежи очень быстро.

### История корпорации Bank One
В 1998 году Banc One Corporation объединилась с базирующейся в Чикаго First Chicago NBD -результатом слияния в 1995 году First Chicago Corp. и NBD Bancorp (двух крупных банковских компаний, которые сами были созданы в результате слияния многих банков), была Bank One Corporation, со штабом — в Чикаго. Неблагоприятные финансовые результаты привели к уходу генерального директора Джона Б. Маккоя, чьи отец и дед возглавляли Banc One. Джейми Даймон, бывший исполнительный директор Citigroup, был приглашен возглавить компанию.
В 1998 году Bank One заплатил 66 000 000 долларов за право название, недавно построенного бейсбольного стадиона в Финиксе, который был построен для команды расширения Высшей бейсбольной лиги Arizona Diamondbacks. Стадион с выдвижной крышей назывался Bank One Ball Park, а в 2005 году был переименован в «Chase Field».

### Частный капитал
В 2001 году Даймон выбрал бывшего коллегу Дика Кэшина из Citicorp Venture Capital для запуска новой программы прямых инвестиций в рамках Bank One, One Equity Partners. Дик Кэшин брат Стивена Кэшина, основателя и генерального директора Pan African Capital Group, базирующейся в Вашингтоне, округ Колумбия.
В 2005 году компания Bank One Private, была выбрана в качестве эксклюзивного партнёра по частным инвестициям для объединённой фирмы, что привело к выделению филиала JPMorgan private, который сегодня является CCMP Capital.